# Більчин
Бі́льчин — село в Україні, у Ізяславській міській громаді Шепетівського району Хмельницької області. Населення становить 406 осіб (2001).
Село розташоване на річці Більчинці, за 13 км на захід від центру громади та за 107 км на північ від обласного центру.

## Географія
Селом протікає річка Більчинка, ліва притока Горині.

## Історія
У 1906 році село Плужанської волості Острозького повіту Волинської губернії. Відстань від повітового міста 29 верст, від волості 10. Дворів 151, мешканців 643.
7 (20) листопада 1917 року, відповідно до Третього Універсалу Української Центральної Ради, увійшло до складу Української Народної Республіки.
12 червня 2020 року, відповідно до розпорядження Кабінету Міністрів України № 727-р «Про визначення адміністративних центрів та затвердження територій територіальних громад Хмельницької області», увійшло до складу Ізяславської міської територіальної громади.
19 липня 2020 року, в результаті адміністративно-територіальної реформи та ліквідації Ізяславського району, село увійшло до складу новоутвореного Шепетівського району